# نن‌جیانگ
'نن‌جیانگ (به چینی: 嫩江市) یک شهر (در سطح شهرستان) در چین است که در تابعیت شهر هئی‌هه (شهر در سطح ولایت)، استان هئی‌لونگ‌جیانگ واقع شده‌است.
شهر نن‌جیانگ ۱۵٬۲۲۱٫۴۳ کیلومتر مربع مساحت و ۳۵۵٬۵۲۸ نفر جمعیت دارد و ۲۳۰ متر بالاتر از سطح دریا واقع شده‌است.
شهرستان نن‌جیانگ در ۱۲ ژوئیه ۲۰۱۹ میلادی، به «شهر در سطح شهرستان» ارتقاء یافت.
این شهر از طریق آزادراه ملی G4512 به شهر چیچیهار، دومین شهر مهم استان هئی‌لونگ‌جیانگ متصل شده است. آزادراه ملی در دست ساخت G1213 نیز این شهر را به وودالیان‌چی و مرکز استان، هاربین، متصل خواهد کرد.

## تقسیمات اداری
شهر نن‌جیانگ به ۹ شهرک و ۵ قصبه تابعه تقسیم شده است. سیزده «میدان» هم‌سطح قصبه نیز تابع این شهرستان می‌باشند.
- شهرک تاولای‌ژاو (陶赖昭镇، Táolàizhāo zhèn)
- شهرک چانگ‌فو (长福镇، Chángfú zhèn)
- شهرک چیان‌جین (前进镇، Qiánjìn zhèn)
- شهرک دووباوشان (多宝山镇، Duōbǎoshān zhèn)
- شهرک شوانگ‌شان (双山镇، Shuāngshān zhèn)
- شهرک که‌لوو (科洛镇، Kēluò zhèn)
- شهرک نن‌جیانگ (嫩江镇، Nènjiāng zhèn)
- شهرک های‌جیانگ (海江镇، Hǎijiāng zhèn)
- شهرک هوولونگ‌من (霍龙门镇، Huòlóngmén zhèn)
- شهرک یی‌لاها (伊拉哈镇، Yīlāhā zhèn)

- قصبه بای‌یون (白云乡، Báiyún xiāng)
- قصبه تاشی (塔溪乡، Tǎxī xiāng)
- قصبه چانگ‌جیانگ (长江乡، Chángjiāng xiāng)
- قصبه لیان‌شینگ (联兴乡، Liánxìng xiāng)
- قصبه لین‌جیانگ (临江乡، Línjiāng xiāng)